# Toury
Toury település Franciaországban, Eure-et-Loir megyében. Lakosainak száma 2620 fő (2022. január 1.). Toury Oinville-Saint-Liphard, Poinville, Chaussy, Outarville, Tivernon és Janville-en-Beauce községekkel határos.

## Népesség
A település népessége az elmúlt években az alábbi módon változott:
| Lakosok száma | 2243 | 2493 | 2640 | 2604 | 2717 | 2653 | 2573 | 2595 | 2580 | 2620 |
|               | 1968 | 1982 | 1990 | 2006 | 2013 | 2015 | 2017 | 2019 | 2020 | 2022 |